# Tolomeo di Commagene
Tolomeo di Commagene (in greco Πτολεμαῖος?; 210 a.C. – 130 a.C.) fu il primo re di Commagene, dal 163 al 130 a.C..
Tolomeo era imparentato con gli Orontidi, la dinastia reale dell'Armenia, in quanto parente del re di Sofene Arsame I, di Mitridate I di Partia e, secondo delle iscrizioni ritrovate sul monte Nemrut, di Dario I di Persia.
Dal 201 al 163 a.C., Tolomeo fu satrapo di Commagene, amministratore, cioè, della provincia dell'Impero seleucide, servendo sotto i sovrani seleucidi Antioco III, Seleuco IV, Antioco IV e Antioco V. Nel 163, approfittando dello scontro tra Antioco V e Demetrio I Sotere, Tolomeo si dichiarò indipendente, scegliendo Samosata come capitale del suo nuovo regno.
Morì nel 130 a.C.; gli succedette il figlio Samo II Teosebe Diceo.